# Andrew Garfield
Andrew Russell Garfield (sinh ngày 20 tháng 8 năm 1983) là một nam diễn viên mang hai dòng máu Anh – Mỹ. Anh sinh ra tại Los Angeles nhưng lớn lên tại Surrey.
Anh bắt đầu sự nghiệp của mình tại Anh ban đầu bằng các vai nhỏ trong một số chương trình truyền hình. Andrew Garfield lần đầu tiên được chú ý vào năm 2010 khi tham gia một vai thứ chính trong bộ phim điện ảnh The Social Network anh đã nhận được đề cử Giải Quả cầu vàng và BAFTA cho vai diễn đó. Anh nổi tiếng toàn cầu với vai Peter Parker / Người Nhện trong bộ phim siêu anh hùng The Amazing Spider-Man (2012), The Amazing Spider-Man 2 (2014) cũng như Spider-Man: No Way Home (2021).

## Đầu đời
Garfield sinh tại Los Angeles, là con của Lynn (nhũ danh Hillman), một phụ nữ người Anh đến từ Essex và có cha là Richard, một người Mỹ đến từ California. Gia đình của anh chuyển đến sống ở Anh Quốc khi anh tròn 3 tuổi. Garfield được nuôi dưỡng trong một gia đình trung lưu đạo Do Thái. Gia đình anh điều hành một công ty thiết kế nội thất nhỏ. Mẹ anh là Lynn (née Hillman), làm trợ giảng của một trường đào tạo y tá. Cha anh là Richard Garfield, trở thành huấn luyện viên chính cho Câu lạc bộ Guildford. Anh có một người anh lớn làm bác sĩ. Garfield lớn lên tại Surrey, Anh Quốc, anh là một vận động viên thể dục và tham gia bơi lội. Ban đầu, anh muốn sau này mình sẽ học về kinh doanh, nhưng anh bắt đầu đam mê diễn xuất và theo đuổi nó khi được 16 tuổi.
Garfield học dự bị tại Trường Dự bị Priory ở Banstead và sau đó là trường City of London Freemen's School gần Ashtead, trước khi chính thức được đào tại Central School of Speech and Drama, Đại học London, anh tốt nghiệp trường này năm 2004.

## Sự nghiệp

### 2004–2011: Khởi đầu và đột phá
Garfield bắt đầu tham gia các lớp học diễn xuất ở Guildford, Surrey, khi mới 9 tuổi và xuất hiện trong vở kịch dành cho thanh thiếu niên của Bugsy Malone .  Anh cũng tham gia một nhóm hội thảo sân khấu nhỏ ở Epsom và theo học sân khấu ở cấp A  trước khi học thêm 3 năm tại một viện bảo tồn của Vương quốc Anh, Trường Diễn văn và Kịch nghệ Trung ương. Sau khi tốt nghiệp năm 2004, anh bắt đầu hoạt động chủ yếu trong lĩnh vực diễn xuất. Năm 2004, anh ấy đã giành được Giải thưởng Manchester Evening News Theatre cho Người mới xuất sắc nhất cho màn trình diễn của anh ấy trong Kes tại Nhà hát Royal Exchange của Manchester (nơi anh ấy cũng đóng vai Romeo năm sau), và giành được Giải thưởng Người mới xuất sắc tại Lễ trao giải Nhà hát Tiêu chuẩn Buổi tối năm 2006. Garfield ra mắt truyền hình Anh vào năm 2005 khi xuất hiện trong bộ phim truyền hình dành cho tuổi teen Sugar Rush của Channel 4. Năm 2007, anh thu hút sự chú ý của công chúng khi xuất hiện trong loạt phim 3 của BBC Doctor Who , trong các tập " Daleks in Manhattan " và " Evolution of the Daleks ". Garfield nhận xét rằng đó là một "vinh dự" khi được trở thành một phần của Doctor Who.  Vào tháng 10 năm 2007, anh ấy được vinh danh là một trong những Variety 's "10 diễn viên đáng xem". Anh ra mắt bộ phim Mỹ vào tháng 11 năm 2007, đóng vai một sinh viên đại học người Mỹ trong bộ phim truyền hình tổng hợp Lions for Lambs, với các bạn diễn Tom Cruise, Meryl Streep và Robert Redford. "Tôi thật may mắn khi được ở đó làm việc trong cùng một dự án với họ, mặc dù tôi không thực sự mong đợi sẽ được khán giả công nhận sau này", Garfield nói với Variety vào năm 2007. Trong bài đánh giá của anh ấy cho The Boston Globe, Wesley Morris coi tác phẩm của Garfield là "một cú đấm sẵn sàng cho những cú đâm và những cú đánh thấp của bộ phim".
Trong bộ phim truyền hình Boy A của Channel 4, phát hành vào tháng 11 năm 2007, anh đã vào vai một kẻ giết người khét tiếng đang cố gắng tìm kiếm cuộc sống mới sau khi ngồi tù. Vai diễn này đã mang về cho anh Giải BAFTA 2008 cho Nam diễn viên chính xuất sắc nhất.  Amy Biancolli của Houston Chronicle đã viết, "không có nghi ngờ gì về sự thông minh và nhạy cảm" trong chân dung của Garfield.  Minneapolis Star Tribune của Christy DeSmith lặp lại cảm Biancolli của, với lý do 'biểu chi tiết' của mình như là một ví dụ.  Viết trên tờ The Seattle Times, John Hartl lưu ý rằng Garfield đã thể hiện được phạm vi trong vai diễn, và kết luận: "Garfield luôn cố gắng nắm bắt được niềm đam mê của mình". Joe Morgenstern, nhà phê bình của The Wall Street Journal, đã gọi màn trình diễn của Garfield là "hiện tượng", đánh giá rằng anh ta "tạo chỗ cho rất nhiều và nhiều phần khác nhau trong tính cách của Jack". Năm 2008, anh có một vai nhỏ trong bộ phim The Other Boleyn Girl, và được vinh danh là một trong những Ngôi sao bắn súng tại Liên hoan phim Quốc tế Berlin. Năm 2009, Garfield đảm nhận các vai phụ trong bộ phim The Imaginarium of Doctor Parnassus của Terry Gilliam và bộ ba phim truyền hình Red Riding. Kenneth Turan của Los Angeles Times cho rằng Garfield đã có một màn trình diễn nổi bật ở phần sau.

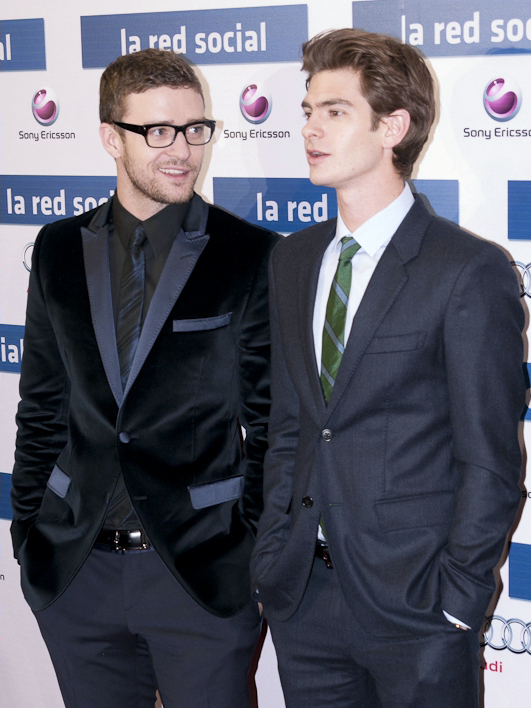
Andrew Garfield và Justin Timberlake tại lễ ra mắt phim The Social Network tại Madrid năm 2010.

Năm 2010, Garfield đồng đóng cặp với Carey Mulligan và Keira Knightley trong phim khoa học viễn tưởng đen tối Never Let Me Go của Mark Romanek, dựa theo cuốn tiểu thuyết cùng tên năm 2005 của Kazuo Ishiguro. Anh ấy nói về nhân vật của mình, Tommy D., "Có một cảm giác lo lắng chạy qua những đứa trẻ này, đặc biệt là Tommy, bởi vì anh ấy rất nhạy cảm và cảm tính và thú tính, đó là quan điểm của tôi về anh ấy."  Garfield bị cuốn hút vào bộ phim dựa trên những câu hỏi hiện sinh mà câu chuyện diễn đạt.  Anh ấy nói trải nghiệm khi tham gia Never Let Me Go là "chỉ là một giấc mơ thành hiện thực".  Anh ấy còn nhận xét thêm rằng những cảnh mà nhân vật của anh ấy - không thể kìm chế được sự thất vọng - bùng lên với tiếng than khóc, là "dữ dội" đối với anh ấy. "Tôi nghĩ rằng những tiếng hét đó ở bên trong tất cả chúng tôi, tôi chỉ có cơ hội để bộc phát".  Với vai diễn một chàng trai trẻ trung nghĩa, nhưng thiếu hiểu biết bị vướng vào mối tình tay ba, anh đã giành được giải thưởng Sao Thổ năm 2010 cho Nam diễn viên phụ xuất sắc nhất .  Viết cho Entertainment Weekly , Owen Gleiberman ca ngợi màn trình diễn của dàn diễn viên chính, phản ánh rằng "ba người này đều diễn xuất với vẻ ngây thơ ma quái, ám ảnh ẩn sâu trong da bạn." So với Mulligan và Knightley, Scott Bowles, người viết cho USA Today , coi Garfield là "tác phẩm thực sự" của Never Let Me Go.
Cùng năm, Garfield đóng cặp cùng Jesse Eisenberg trong The Social Network, một bộ phim truyền hình dựa trên những người sáng lập Facebook. Về nhân vật của mình, Garfield nhận xét, "Không ai biết Eduardo Saverin là ai, và tôi cũng vậy. Tất nhiên, việc anh ấy là một con người ngoài đời thực, đang thở trên Trái đất này ở một nơi nào đó, tạo ra một chiều hướng hoàn toàn mới cho cách tiếp cận của tôi bởi vì bạn cảm thấy có trách nhiệm hơn". Ban đầu, đạo diễn của bộ phim, David Fincher , đã gặp Garfield dưới sự bảo trợ của anh ấy đóng vai Mark Zuckerberg, sau đó được Mark Romanek giới thiệu cho anh ấy. Tuy nhiên, Fincher không thích Garfield về phần này vì anh nhận thấy "khả năng tiếp cận cảm xúc đáng kinh ngạc với loại nhân loại cốt lõi của anh ấy" phù hợp hơn với vai Eduardo Saverin. Màn trình diễn của Garfield đã được đón nhận rất nồng nhiệt; anh đã nhận được sự công nhận rộng rãi hơn và nhiều đề cử, bao gồm đề cử BAFTA cho Nam diễn viên chính xuất sắc nhất trong vai phụ và Ngôi sao đang lên, cũng như đề cử Quả cầu vàng cho Diễn xuất xuất sắc nhất trong vai phụ. Mark Kermode của BBC bày tỏ sự ngạc nhiên khi Garfield đã bị bỏ qua cho một đề cử Giải thưởng Viện hàn lâm, đồng ý rằng "mọi người đều biết anh ấy là một trong những điều tuyệt vời nhất về Mạng xã hội." Viết trên The Wall Street Journal, Joe Morgenstern nghĩ rằng vai diễn này được miêu tả bằng "sự tinh tế tuyệt vời và sự quyến rũ khôn ngoan". Rolling Stone cho biết Garfield đã mang đến" một lỗ hổng làm tăng cảm xúc trong phim", và tuyên bố: "Hãy để mắt đến Garfield - anh ấy rất giỏi, linh hồn của một bộ phim mà có thể không có."

### 2012–2016: Được công nhận khắp thế giới

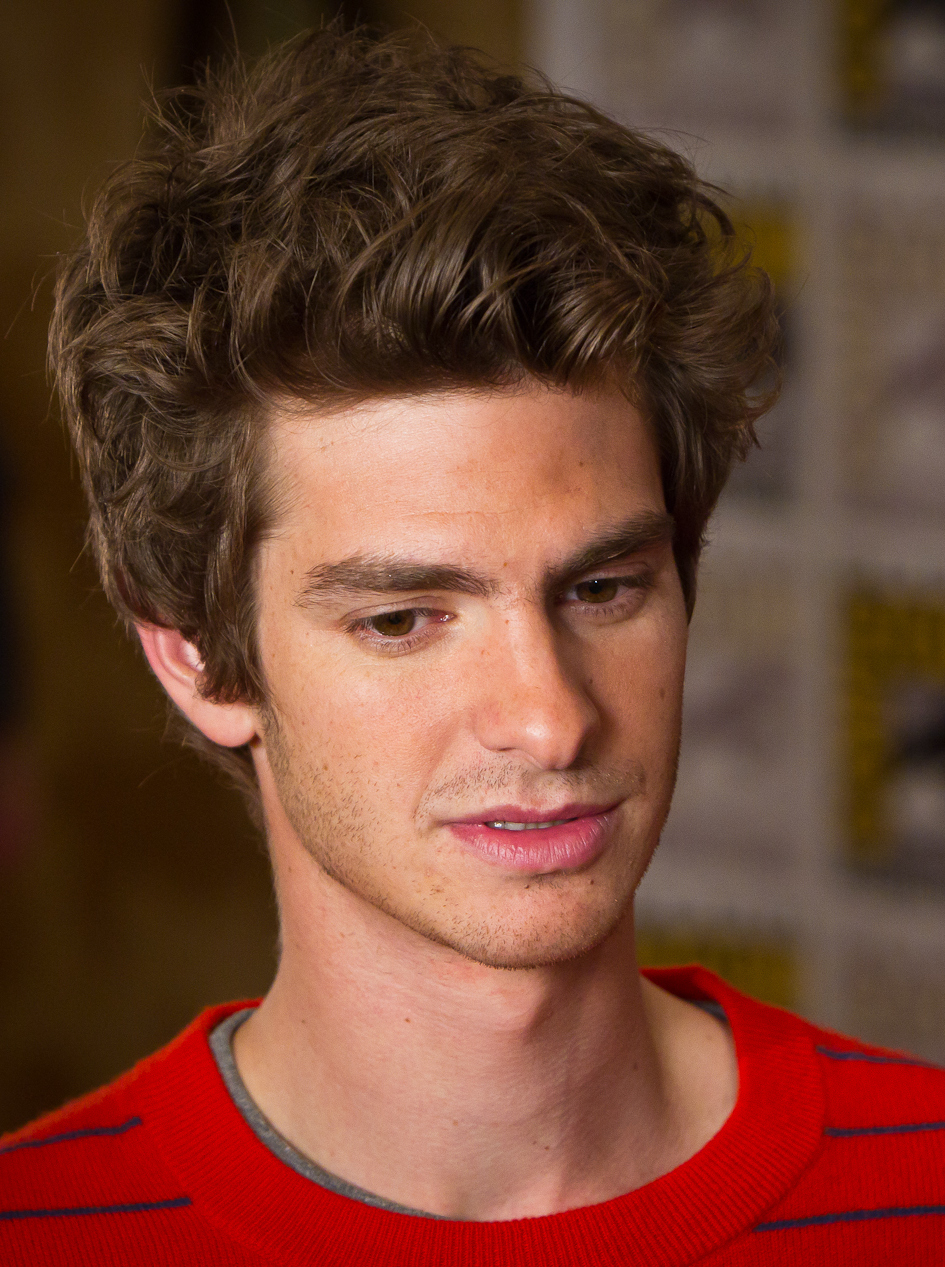
Garfield tại San-Diego Comic-Con 2011.

#### The Amazing Spider-Man(2012)
Garfield được chọn vào vai Peter Parker / Người Nhện, đối diện Emma Stone đóng vai người yêu của anh Gwen Stacy, trong The Amazing Spider-Man (2012) của Marc Webb, một dự án nhằm khởi động lại loạt phim Spider-Man của Sony. Garfield coi việc tuyển diễn viên của mình là một "thách thức lớn về nhiều mặt", phải làm cho nhân vật trở nên "chân thực" và "sống động và mang hơi thở theo một cách mới".  Anh ấy mô tả Peter là người mà anh ấy có thể liên hệ và nói rằng nhân vật này đã có ảnh hưởng quan trọng đối với anh ấy kể từ khi anh ấy còn là một đứa trẻ. Đối với vai diễn này, anh đã nghiên cứu các chuyển động của các vận động viên và loài nhện, cố gắng kết hợp chúng, và tập yoga và pilate. The Amazing Spider-Man kiếm được tổng cộng 752.216.557 đô la trên toàn thế giới,  và màn trình diễn của Garfield nói chung được đón nhận nồng nhiệt. The Guardian 's Peter Bradshaw nhãn vai diễn của mình như là "Người Nhện dứt khoát " và Tom Charity của CNN khen "sự kết hợp của sự ngây thơ tươi mặt, kích động thần kinh và hài hước châm biếm" của mình.

#### Ra mắt Broadway
Vào tháng 3 năm 2012, Garfield ra mắt rạp hát Broadway với vai Biff Loman trong sự hồi sinh của Death of a Salesman. Theo David Rooney của The New York Times, Garfield đã thành công "tiếp xúc với cái đau của Biff". Garfield được đề cử Giải Tony cho Nam diễn viên chính xuất sắc nhất trong vở kịch cho màn trình diễn của mình. Hai năm sau, Garfield tổ chức một tập của Saturday Night Live và xuất hiện trong video âm nhạc cho bài hát "We Exist" của Arcade Fire, đóng vai một phụ nữ chuyển giới. Cũng trong năm 2014, anh đồng sản xuất và đóng vai chính trong bộ phim truyền hình độc lập năm 2014 99 Homes và đóng lại vai chính trong The Amazing Spider-Man 2. Sau thỏa thuận giữa Sony và Marvel Studios để tích hợp nhân vật Người Nhện vào Vũ trụ Điện ảnh Marvel, các phần tiếp theo của bộ phim sau đã bị khai tử và vai diễn này sau đó được Tom Holland đảm nhận trong một dự án khởi động lại. Nhà nghiên cứu Ả Rập học Yuri M. Marusik và Alireza Zamani đã tôn vinh vai diễn này của Garfield bằng cách đặt tên cho một loài nhện dệt kẽ mới, Pritha garfieldi , theo tên của ông.

#### Sự hoan nghênh của giới phê bình
Sau một năm vắng bóng trên màn ảnh, Garfield đã đóng vai chính trong hai bộ phim của năm 2016, phim truyền hình Silence của Martin Scorsese và phim chiến tranh Hacksaw Ridge của Mel Gibson. Trong phần trước, dựa trên cuốn tiểu thuyết cùng tên năm 1966 của Shūsaku Endō, Garfield đóng vai Sebastião Rodrigues, một linh mục người Bồ Đào Nha vào thế kỷ 17, người đến Nhật Bản để truyền bá tôn giáo của mình. Garfield dành một năm với James Martin để học để trở thành một linh mục Dòng Tên và bắt đầu một cuộc nhập thất im lặng ở xứ Wales. Quá trình chụp ảnh chính đầy gian nan của bộ phim diễn ra ở Đài Loan và để đạt được thể chất cho nhân vật của mình, Garfield đã giảm 40 pound. Kate Taylor của The Globe and Mail không thích bộ phim và viết rằng Garfield "rất kiên quyết và dịu dàng đau khổ trong vai nhà truyền giáo Rodrigues nhưng bất kỳ hy vọng nào rằng nam diễn viên có thể làm sáng tỏ tâm lý của chứng tín triết học hoặc nỗi đau của sự nghi ngờ tôn giáo đều vô ích". Tại phòng vé, nó kiếm được chưa đến một nửa trong tổng kinh phí 50 triệu đô la. Tuy nhiên, Hacksaw Ridge đã thành công về mặt thương mại, thu về hơn 175,3 triệu đô la trên toàn thế giới. Trong đó, Garfield vào vai Desmond Doss, một bác sĩ chiến đấu trong Thế chiến II, người phản đối lương tâm không cầm súng chiến đấu trong lịch sử Hoa Kỳ được trao tặng Huân chương Danh dự. Theo USA Today, Brian Truitt cho rằng bộ phim là "dữ dội một cách tàn bạo và được chế tác trang nhã"; anh ấy nghĩ rằng vai trò trung tâm cho phép Garfield mang lại chiều sâu cho sự nghiệp của mình và khen ngợi anh ấy đã khắc họa Doss với cả "sự ngọt ngào giản dị" và "khí phách kiên định". Anh nhận được đề cử Giải Oscar cho Nam diễn viên chính xuất sắc nhất cho phim Hacksaw Ridge.

### 2017–nay: Thành danh và được ca ngợi

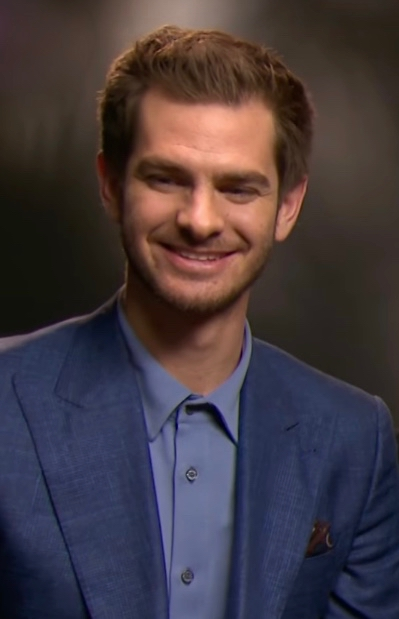
Garfield năm 2017.

Garfield đã đóng vai Prior Walter trong vở kịch hai phần Angels in America của Tony Kushner tại Nhà hát Quốc gia, London trong Nhà hát Lyttelton từ tháng 4 đến tháng 8 năm 2017, và buổi biểu diễn được truyền hình trực tiếp đến các rạp chiếu phim trên toàn thế giới vào mùa hè năm 2017 thông qua National Chuỗi rạp hát Trực tiếp . Phim do Marianne Elliott đạo diễn và các diễn viên chính Nathan Lane, James McArdle , Russell Tovey và Denise Gough. Paul T. Davis của The British Theatre Guide đã viết rằng Garfield "biến hình và không thể nhận ra ở những nơi, hoàn toàn là trại sinh sống, buồn tẻ, sợ hãi và hoàn toàn đáng yêu trước Walter".  Anh được đề cử giải Olivier cho Nam diễn viên chính xuất sắc nhất .
Bộ phim phát hành duy nhất của Garfield trong năm 2017 là bộ phim tiểu sử Breathe , trong đó anh đóng vai Robin Cavendish, một thanh niên bị liệt vì bệnh bại liệt . Để chuẩn bị, anh đã tiếp xúc với các nạn nhân của căn bệnh này và hợp tác chặt chẽ với vợ và con trai của Cavendish. Stephen Dalton của The Hollywood Reporter viết rằng mặc dù có một câu chuyện đặc biệt, bộ phim đã đề cập đến sự phức tạp trong cuộc sống của Cavendish, và cho rằng Garfield "bị cản trở bởi một vai diễn khiến anh ta chỉ có thể gật đầu và cười toe toét". Vào tháng 3 năm 2018, Garfield đóng lại vai trò của Trước khi các thiên thần ở Mỹquá trình sản xuất được chuyển đến Broadway với sự tham gia giới hạn trong 18 tuần tại Nhà hát Neil Simon, cùng với phần lớn dàn diễn viên ở London. Đánh giá quá trình sản xuất cho The Washington Post, Peter Marks nhận xét, "không có gì [Garfield] làm giúp bạn chuẩn bị cho sự khéo léo của ngôi sao như Người trước của anh ấy" và coi màn trình diễn của anh ấy là "cốt lõi đạo đức thuyết phục của tác phẩm". Anh ấy đã giành được Giải thưởng Tony cho Nam diễn viên chính xuất sắc nhất trong một vở kịch cho màn trình diễn của mình.
Liên hoan phim Cannes 2018 đánh dấu sự ra mắt của bộ phim tiếp theo của Garfield, Unnder Silver Lake đạo diễn bởi David Robert Mitchell. Trong đó, anh vào vai Sam, một thanh niên thất nghiệp và ương ngạnh bắt đầu cuộc hành trình tìm kiếm người hàng xóm đã biến mất một cách bí ẩn. Viết cho Vanity Fair , Richard Lawson nhận thấy Garfield "rất tuyệt vời trong vai diễn này, thực hiện những pha hài kịch thể chất nhanh nhẹn, tinh tế và làm nổi bật khía cạnh đáng sợ, đầy đe dọa của Sam". Garfield đóng vai chính trong bộ phim truyền hình Mainstream của Gia Coppola, cùng với Maya Hawke và Jason Schwartzman, được công chiếu lần đầu trên toàn thế giới tại Liên hoan phim Venice vào ngày 5 tháng 9 năm 2020. Năm 2021, Garfield đóng vai chính trong The Eyes of Tammy Faye cùng với Jessica Chastain, một bộ phim truyền hình về các nhà truyền tin Tammy Faye và Jim Bakker. Bộ phim đã có buổi ra mắt thế giới của mình tại Liên hoan phim quốc tế Toronto vào tháng năm 2021. Cùng năm Garfield đóng vai nhà soạn nhạc Jonathan Larson tại bộ phim chuyển thể Tick, Tick ... Boom! của Lin-Manuel Miranda. Miranda lần đầu tiên nhìn thấy Garfield biểu diễn trên sân khấu trong Angels in America. Garfield, người chưa từng hát chuyên nghiệp trước đây, đã trải qua quá trình đào tạo thanh nhạc để chuẩn bị cho vai diễn này. Bộ phim đã có buổi ra mắt đầu tiên trên thế giới tại AFI Fest vào ngày 10 tháng 11 năm 2021 với tư cách là bộ phim khai mạc đêm liên hoan. Mặc dù từ chối công khai ngược lại, Garfield trở lại vai diễn Peter Parker / Người Nhện của mình trong phim Spider-Man: No Way Home của MCU với sự tham gia cùng với người kế nhiệm Tom Holland và người tiền nhiệm Tobey Maguire, diễn xuất của anh nhận khen ngợi tuyệt vời.

#### Dự án sắp tới
Garfield tiếp theo sẽ đóng vai chính trong miniseries Under the Banner of Heaven của Dustin Lance Black, một sự thích nghi của cuốn sách cùng tên của Jon Krakauer. Anh cũng sẽ vào vai vai nghệ sĩ dương cầm James Rhodes trong bộ phim tiểu sử Instrumental của James Marsh. Vào tháng 11 năm 2020, có thông báo rằng anh được gắn vào vai chính Charles Ryder trong bản làm lại của miniseries Brideshead Revisited năm 1981, chuyển thể từ tiểu thuyết cùng tên năm 1945, do Luca Guadagnino làm đạo diễn.

## Danh sách phim

### Điện ảnh
| Năm  | Tên phim                            | Vai diễn                             | Ghi chú |
| ---- | ----------------------------------- | ------------------------------------ | --- |
| 2005 | Mumbo Jumbo                         | Simmo                                | Short film |
| 2007 | Lions for Lambs                     | Todd Hayes                           | |
| 2007 | Boy A                               | Jack Burridge / Eric Wilson          | British Academy Television Award for Best Actor |
| 2008 | The Other Boleyn Girl               | Francis Weston                       | |
| 2009 | The Imaginarium of Doctor Parnassus | Anton                                | |
| 2009 | Red Riding                          | Eddie Dunford                        | |
| 2010 | I'm Here                            | Sheldon                              | Phim ngắn |
| 2010 | Never Let Me Go                     | Tommy D.                             | Hollywood Award – Breakthrough Actor (nhận cùng Never Let Me Go) Giải Sao Thổ cho vai thứ chính xuất sắc Được đề cử – Giải BAFTA của Viện Hàn lâm Nghệ thuật Điện ảnh và Truyền hình Anh quốc cho diễn viên mới nổi xuất sắc (nhận cùng Never Let Me Go) Được đề cử – British Independent Film Award for Best Supporting Actor |
| 2010 | The Social Network                  | Eduardo Saverin                      | Hollywood Award – Breakthrough Actor (nhận cùng The Social Network) Được đề cử – Giải BAFTA của Viện Hàn lâm Nghệ thuật Điện ảnh và Truyền hình Anh quốc cho diễn viên mới nổi xuất sắc (nhận cùng The Social Network) Được đề cử – Giải BAFTA của Viện Hàn lâm Nghệ thuật Điện ảnh và Truyền hình Anh quốc cho vai thứ chính xuất sắc Được đề cử – Boston Society of Film Critics' Award for Best Supporting Actor Được đề cử – Broadcast Film Critics Association Award for Best Cast Được đề cử – Broadcast Film Critics Association Award for Best Supporting Actor Được đề cử – Chicago Film Critics Association Award for Best Supporting Actor Được đề cử – Golden Globe Award for Best Supporting Actor – Motion Picture Được đề cử – Online Film Critics Society Award for Best Supporting Actor Được đề cử – Satellite Award for Best Supporting Actor – Motion Picture Được đề cử – Screen Actors Guild Award for Outstanding Performance by a Cast in a Motion Picture Được đề cử – Teen Choice Awards for Choice Movie Scene Stealer Male |
| 2012 | The Amazing Spider-Man              | Peter Parker / Người Nhện            | Được đề cử – Teen Choice Awards for Choice Summer Movie Star Male Được đề cử – People's Choice Award for Favorite Movie Superhero Được đề cử – People's Choice Award for Choice Chemistry (nhận cùng Emma Stone) Được đề cử – Kids' Choice Award for Favorite Movie Actor Được đề cử – Kids' Choice Award for Favorite Male Buttkicker |
| 2014 | The Amazing Spider-Man 2            | Peter Parker / Người Nhện            | |
| 2014 | 99 Homes                            | Dennis Nash                          | Kiêm nhà sản xuất |
| 2016 | Hacksaw Ridge                       | Desmond Doss                         | |
| 2016 | Silence                             | Sebastião Rodrigues / Okada San'emon | |
| 2017 | Breathe                             | Robin Cavendish                      | |
| 2018 | Under the Silver Lake               | Sam                                  | |
| 2020 | Mainstream                          | Link                                 | Kiêm nhà sản xuất |
| 2021 | The Eyes of Tammy Faye              | Jim Bakker                           | |
| 2021 | Tick, Tick... Boom!                 | Jonathan Larson                      | |
| 2021 | Spider-Man: No Way Home             | Peter Parker / Người Nhện            | |

### Truyền hình
| Năm        | Tên phim                                | Vai diễn                            | Ghi chú |
| ---------- | --------------------------------------- | ----------------------------------- | ------- |
| 2005       | Swinging                                | Nhiều vai diễn                      |         |
| 2005       | Sugar Rush                              | Tom                                 |         |
| 2006       | Simon Schama's Power of Art: Caravaggio | Boy                                 |         |
| 2007       | Doctor Who                              | Frank                               |         |
| 2007       | Freezing                                | Kit                                 |         |
| 2007       | Bash                                    |                                     |         |
| 2007       | Trial & Retribution XI: Closure         | Martin Douglas                      |         |
| 2009       | Red Riding                              | Eddie Dunford                       | 3 tập   |
| 2011, 2014 | Saturday Night Live                     | Chính mình (người dẫn chương trình) | 2 tập   |
| 2019       | RuPaul's Drag Race UK                   | Chính mình (giám khảo khách mời)    |         |